# Polistes major
Polistes major är en getingart som beskrevs av Ambroise Marie François Joseph Palisot de Beauvois 1818.
Polistes major ingår i släktet pappersgetingar och familjen getingar.

## Underarter
Arten delas in i följande underarter:
- Polistes major bonaccensis
- Polistes major  castaneicolor
- Polistes major columbianus
- Polistes major weyrauchi